# Lhozhag Qu
Lhozhag Qu (kinesiska: 洛扎曲) är ett vattendrag i Kina. Det ligger i den autonoma regionen Tibet, i den sydvästra delen av landet, omkring 180 kilometer söder om regionhuvudstaden Lhasa.